# Замок Дюнуа
Замок Дюнуа (фр. Château Dunois) — середньовічний замок у місті Божансі, що у центральній Франції.

## Історія
Замок Дюнуа знаходиться у невеликому старовинному містечку Божансі департаменту Луаре, за 20 км західніше Орлеану. У центрі Божансі на площі Сен-Фірмін, серед інших будівель XI—XVI століть, височіє 36-метровий донжон, зведений у XI столітті. На території, прилеглій до цієї потужної фортеці, в середині XV століття Жан де Дюнуа, відомий також як «Орлеанський бастард», відбудував нинішній замок. Після одруження на Марії д'Аркур Жан де Дюнуа став сеньйором Божансі і мешкав в замку в 1440—1457 роках, після чого переніс свою резиденцію в Шатодьон.
Аж до 1789 року замок належав родині Дюнуа-Лонгвіль. З початком Великої французької революції і переслідуванням аристократичних фамілій, що відбулося за нею, замок був покинутий. Пізніше деякий час використовувався як притулок для бездомних і як санаторій, поки в нім не був організований «Регіональний музей мистецтв і традицій Орлеану». У триповерховому будинку зібрані експонати, що розповідають про побут і звичаї місцевих жителів; також тут знаходиться експозиція, присвячена творчості письменника Ежена Сю.

## Архітектура
Замок Дюнуа є типовою феодальною резиденцією XV—XVI століть з розділеними вікнами і бійницями, сторожовою вежею XIV—XV віків, а також вежею, обнесеною аркадою. Внутрішні приміщення у більшості своїй за останні два століття неодноразово перебудовувалися. Лише кімнати верхнього поверху збереглися в первісному стані.